# Jan Schelhaas
Jan Russell Schelhaas (ur. 11 marca 1948 w Liverpoolu) – angielski muzyk, znany głównie jako klawiszowiec zespołów Caravan i Camel.
Jego kariera zaczęła się od gry na gitarze basowej w kilku progresywnych zespołach z okolic Canterbury. W roku 1970 Schelhaas założył zespół "National Head Band" i zaczął grać na organach. Jedyny wydany album zespołu - Albert One z roku 1971 – nie odniósł sporego sukcesu. W roku 1973 nagrał w zespole Gary’ego Moore’a album Grinding Stone, po czym zajął się karierą solową.
W lipcu 1975 został zaproszony do zespołu Caravan po odejściu Dave’a Sinclaira. Schelhaas wziął udział w światowym tournée i nagrał z zespołem trzy albumy: Blind Dog At St. Dunstan's (1976), Better By Far (1977), oraz Cool Water (wydany dopiero w 1994). W 1978 zespół chwilowo zawiesił działalność, a Schelhaas przyjął ofertę gry w zespole Camel podczas światowego tournée po wydaniu albumu Breathless. W tamtym czasie w zespole grali już Richard Sinclair i David Sinclair – starzy znajomi z zespołu Caravan.
Schelhaas współpracował z Camelem do roku 1982 – nagrał z zespołem albumy "I Can See Your House From Here" (1979) oraz Nude (1981).